# Museo Provincial de Bellas Artes Timoteo Navarro
El Museo Provincial de Bellas Artes "Timoteo Eduardo Navarro" está situado en la ciudad argentina de San Miguel de Tucumán, capital de la provincia de Tucumán.
Es el museo de artes plásticas más importante de la provincia y depende del Ente Cultural de Tucumán. En él puede apreciarse la obra de grandes maestros de la pintura tucumana y argentina, como Thibon de Libian, Luis Lobo de la Vega o Ezequiel Linares, y de artistas extranjeros.
El importante edificio que alberga el museo fue construido en 1908 por el arquitecto belga Alberto Pelsmaekers, y se proyectó originalmente para que allí funcionara la sede del Banco de la Provincia de Tucumán.

## Historia
El nacimiento del Museo Provincial de Bellas Artes “Timoteo Navarro” tuvo su origen vinculado a otra gran institución que vio sus inicios a principios del siglo XX, la entonces Universidad de Tucumán, habiendo formado parte de la “Sección de Bellas Artes” de la misma. En este contexto, en 1915, por decreto del gobernador Ernesto Padilla, se promovió  la organización del “Museo de la Provincia”.
Tanto la creación de la Universidad como la del museo respondieron a las ideas de modernización y progreso  de la elite que gobernaba la provincia conocida como “Generación del Centenario”. Todo se enmarcó dentro de una política cultural que se reflejó durante las celebraciones del centenario de la Independencia Argentina. Celebración  en la cual Tucumán tuvo un lugar central al haber sido un siglo atrás sede de la asamblea que concretó la gesta patria. 
Así fue que el Museo abrió sus puertas un 18 de junio de 1916 en los altos del Archivo Provincial, en calle 24 de Septiembre 848, con una sala destinada a exposiciones. Su primera muestra se realizó con un conjunto de obras de arte enviadas en calidad de préstamo por la Comisión Nacional de Bellas Artes, organismo constituido en 1897 que se encargaba de los asuntos artísticos del país incluyendo el control de todos sus establecimientos educativos. El acto de apertura contó con la presencia del gobernador Ernesto Padilla, el ministro de Justicia, Hacienda e Instrucción Pública Dr. Miguel P. Díaz y el compositor francés Camille Saint-Saëns, quien se encontraba de visita en la provincia.
Juan Heller, jurista destacado y miembro de la  Generación del Centenario, fue nombrado de manera ad honorem como su primer director, con el asesoramiento artístico de Atilio Terragni, pintor y dibujante porteño con largos años de residencia en Tucumán.
Con la llegada a la presidencia de Hipólito Yrigoyen, dirigente del partido radical, en 1916 y la nacionalización de la Universidad de Tucumán en 1921, el museo fue separado de la casa de estudios, y comenzó a depender directamente del gobierno de la provincia.
En 1931 por decreto del interventor provincial Horacio Calderón, el museo pasó a funcionar bajo la superintendencia de la “Escuela de Dibujo y Artes Aplicadas”, nombrando de manera oficial a Atilio Terragni a su cargo, por ser el director de la Escuela en aquel entonces.
Para 1935 se creó la “Comisión Provincial Protectora de Bellas Artes de Tucumán”, primer organismo oficial a cargo de las cuestiones culturales de la provincia, dependiente directamente del Poder Ejecutivo Provincial. El Museo de Bellas Artes pasó entonces a la órbita de esta Comisión.
Dos años después, ya en 1937, bajo la dirección del artista plástico Julio Oliva, pese a no disponer de una sala de exposición propia, el museo realizó en el mes de julio el “Iº Salón de Artes Plásticas” en las salas de la Galería Dipiel Goré, en 25 de Mayo 179, certamen en el que el joven pintor Timoteo Eduardo Navarro obtuvo el primer premio con su óleo denominado “Tamalera”.
Luego de varios cambios en 1958 se creó el Consejo Provincial de Difusión Cultural (C.P.D.C.), organismo autárquico cuyo presupuesto procedía de un 5% del casino y la quiniela, juegos de azar explotados por la provincia. El museo comenzó entonces a depender de este Consejo y fue durante esos años que se reorganizó y catalogó su pinacoteca, que ya contaba con más de 200 piezas. Organizó además los Salones Nacionales “Primavera”, de Estudiantes, de Poema Ilustrado y numerosas muestras de artistas plásticos de la región.
Pero el exitoso C.P.D.C, como todos los organismos oficiales de la provincia, padeció la angustia presupuestaria y la censura de la denominada Revolución Argentina del gobierno dictatorial de Juan Carlos Onganía a partir del año 1966. Con los brazos maniatados, la institución terminó por perder su impulso inicial.
Desde 1975 el museo pasó a denominarse “Lola Mora” en honor a la reconocida escultora tucumana. Pero el 30 de junio de 1986, por ley 5.780, se reemplazó al nombre de la escultora por el de “Timoteo Eduardo Navarro”, pintor tucumano y ganador del primer salón de artes visuales que organizó el museo.
A partir de marzo de 1976, bajo otra dictadura militar, la ya creada Dirección General de Cultura de Tucumán quedó a cargo del Dr. Carlos Páez de la Torre (h), abogado, periodista e historiador de la Provincia de Tucumán, quien nombró a Celia María Terán, quien fuera para entonces profesora de Artes (hoy doctora en artes, historiadora y ex docente de la Facultad de Artes de la UNT), como jefa del Departamento de Artes y Medios Audiovisuales. Desde allí se realizó una importante labor de clasificación de la pinacoteca, salones nacionales y provinciales así como numerosas exposiciones y retrospectivas de los maestros tucumanos, acompañadas por importantes catálogos. Sin embargo, el control por parte del régimen de facto también se hacía sentir en los salones de artes visuales que   la provincia organizaba, en cuyos reglamentos se especificaba qué tipo de obras podían o no aceptarse, todo bajo una ideología autoritaria que se caracterizaba por ser integrista, familiarista, homofóbica y antiliberal.
En 1977 el dictador Jorge Rafael Videla inaugura de manera definitiva el museo donde se encuentra actualmente, en calle 9 de Julio 44, anterior sede central del Banco Provincia de Tucumán, edificio diseñado por el arquitecto Alberto Pelsmaekers.
Finalmente en 1997 el edificio fue clausurado y su reapertura se realizó en septiembre del 2003, acompañada por la inauguración de una muestra de medio centenar de grabados de Eduardo Iglesias Brickles.

## Traslados
El Museo de Bellas Artes a lo largo de sus años ocupó diversos edificios de la ciudad de San Miguel de Tucumán: 
- Entre 1916 y 1930 se emplazó en la sede del actual Archivo General de la Provincia en calle 24 de Septiembre 848.
- Desde 1931 hasta 1941 ocupó el Salón Rojo en la planta alta del ex Casino de Tucumán en avenida Sarmiento 655.
- Hasta 1945 estuvo en la ex Casa Benci, apellido de sus antiguos propietarios, en 25 de Mayo 521.
- En 1945 volvió al Salón Rojo.
- Desde 1958 funcionó en Casa de Avellaneda, actual Museo Histórico Provincial Nicolás Avellaneda, en calle Congreso 56.
- En 1977 fue trasladado definitivamente a su actual sede de calle 9 de julio 44.
- Entre fines del año 1997 y el 2000 se mantuvo cerrado por refacciones.
- Buscando no perder continuidad en el año 2000 funcionó temporalmente en calle San Martín 251, sede del actual Ente Cultural de Tucumán.
- En el año 2003 reinauguró en su emplazamiento actual.[5]

## Edificio
El edificio de influencia francesa, es estilísticamente uno de los ejemplos más importantes de la arquitectura académica en Tucumán, realizado en 1905 por el arquitecto belga Alberto Pelsmaekers y la empresa Médici Hnos.
Su primer destino fue el de sede central del Banco de la Provincia de Tucumán, hasta fines de la década de 1920, cuando  fue adquirido por la provincia a partir del decreto acuerdo del 12 de marzo de 1926, por compra hecha al banco de la provincia según escritura pública del 17 de noviembre de 1927, para destinarlo a oficinas públicas. En este inmueble funcionó el Consejo de Educación hasta su traslado a su actual ubicación en Avda. Sarmiento al 800, y en su reemplazo lo ocupa el Museo de Bellas Artes Timoteo Navarro hasta nuestros días.
El edificio de original diseño consta de una fachada de dos plantas, ornada simétricamente y cuyo eje central se enfatiza por la amplitud de las vanos, el salón principal, un cuadrado de 20×20, posee un techo sostenido por esbeltas columnas de hierro fundido que marcan un cuadrado menor de 12×12. Vitrales con motivos florales y la gran claraboya (móvil) central, logran un ámbito de gran calidad arquitectónica.

## Salas
El museo cuenta con siete salas para exposiciones y actividades culturales, ellas son:
- Sala Principal
- Sala Timoteo Eduardo Navarro
- Sala Rodolfo Bulacio
- Sala Luis Lobo De La Vega
- Sala Aurelio Salas
- Sala Lino Eneas Spilimbergo[16]
- Sala Ezequiel Linares, anexo que se encuentra en la sede del Ente de Cultura de la Provincia, en calle San Martín 251.[17]

## Áreas de trabajo
Es una institución pública que depende de la Dirección de Artes Visuales del Ente Cultural de Tucumán. Está conformado por áreas especializadas de trabajo como la Administración, Producción y Montaje, Educación, Comunicación, Patrimonio/Archivo Documental /Conservación y Restauración.
Consta de una programación anual compuesta por muestras permanentes de patrimonio artístico, exposiciones transitorias de artistas provinciales, nacionales e internacionales, emergentes y consagrados; muestras itinerantes y concursos, entre los que se encuentra el Salón de Tucumán para el Ámbito Nacional que se realiza anualmente.

## Colección
El patrimonio del Museo está integrado por más de 900 obras entre pinturas, esculturas, dibujos, grabados, cerámicas, fotografías, poemas ilustrados, arte textil de artistas provinciales, nacionales e internacionales de los siglos XIX, XX y XXI. Posee importantes obras como  las de Benito Quinquela Martín, Pío Collivadino, Valentín Thibón de Libian, Enrique Policastro, Antonio Berni, Cesáreo Bernaldo de Quirós, Antonio Pujía, Spilimbergo, Ramón Gómez Cornet, Pompeyo Audivert, Ignacio Baz, Terragni, Alfredo Gramajo Gutiérrez, Navarro, José Nieto Palacios, Enrique Guiot, Gerardo Ramos Gucemas, Sixto Aurelio Salas, Ernesto Dumit y Juan Bautista Gatti.